# Campeonato Metropolitano 1970 (Argentina)
El denominado Torneo Metropolitano 1970 fue el cuadragésimo quinto de la era profesional y se disputó en la primera parte del año, en el marco de la Primera División de Argentina de fútbol. La primera etapa -clasificatoria y por el título- se jugó a una sola rueda, por el sistema de todos contra todos, a partir del 20 de marzo, y consagró al campeón el 27 de julio. El certamen continuó con distintas etapas hasta el 19 de diciembre.
Fue campeón el Club Atlético Independiente, que se coronó sin disputar partido de desempate al ganar el último partido del torneo por 3 a 2, frente al Racing Club en condición de visitante, consiguiendo así mayor cantidad de goles a favor que el Club Atlético River Plate, que ocupó el segundo puesto con la misma cantidad de puntos, diferencia de gol y menor cantidad de goles en contra que el primer puesto.
También se establecieron los participantes del siguiente Torneo Nacional, y los equipos descendidos, nuevamente por un complejo método que incluyó varias fases, con una etapa final de revalidación de categoría con la participación de dos equipos provenientes de la segunda división.
La disputa del campeonato coincidió en fechas con la Copa Mundial de 1970. Sin embargo, debido a que la selección Argentina no logró clasificar a dicho torneo, el Metropolitano continuó desarrollándose sin interrupciones. Así, varios partidos de la cita mundialista se desarrollaron el mismo día y a la misma hora que varios partidos del torneo doméstico.
Al mismo tiempo se produjo la disputa de la segunda edición de la Copa Argentina, que quedó inconclusa.

## Ascensos y descensos
| Equipos ascendidos |
| ------------------ |
| No hubo            |

| Pos     | Equipo descendido en la temporada 1969 |
| ------- | -------------------------------------- |
| 2º Recl | Deportivo Morón                        |

De esta manera, el número de participantes se redujo a 21.

## Equipos
| Equipo             | Ciudad          |
| ------------------ | --------------- |
| Argentinos Juniors | Buenos Aires    |
| Atlanta            | Buenos Aires    |
| Banfield           | Banfield        |
| Boca Juniors       | Buenos Aires    |
| Chacarita Juniors  | Villa Maipú     |
| Colón              | Santa Fe        |
| Estudiantes        | La Plata        |
| Gimnasia y Esgrima | La Plata        |
| Huracán            | Buenos Aires    |
| Independiente      | Avellaneda      |
| Lanús              | Lanús           |
| Los Andes          | Lomas de Zamora |
| Newell's Old Boys  | Rosario         |
| Platense           | Buenos Aires    |
| Quilmes            | Quilmes         |
| Racing Club        | Avellaneda      |
| River Plate        | Buenos Aires    |
| Rosario Central    | Rosario         |
| San Lorenzo        | Buenos Aires    |
| Unión              | Santa Fe        |
| Vélez Sarsfield    | Buenos Aires    |

### Distribución geográfica de los equipos
| Región                 | Cant. | Equipos                                                                                                  |
| ---------------------- | ----- | --- |
| Ciudad de Buenos Aires | 8     | Argentinos Juniors, Atlanta, Boca Juniors, Huracán, Platense, River Plate, San Lorenzo y Vélez Sarsfield |
| Conurbano bonaerense   | 7     | Banfield, Chacarita Juniors, Independiente, Lanús, Los Andes, Quilmes y Racing Club                      |
| Provincia de Santa Fe  | 4     | Colón, Newell's Old Boys, Rosario Central y Unión                                                        |
| Ciudad de La Plata     | 2     | Estudiantes y Gimnasia y Esgrima                                                                         |

## Tabla de posiciones final
| Pos. | Equipo                  | Pts. | PJ | PG | PE | PP | GF | GC | Dif. |
| ---- | ----------------------- | ---- | -- | -- | -- | -- | -- | -- | ---- |
| 1.º  | Independiente           | 27   | 20 | 12 | 3  | 5  | 43 | 25 | 18   |
| 2.º  | River Plate             | 27   | 20 | 10 | 7  | 3  | 42 | 24 | 18   |
| 3.º  | San Lorenzo             | 25   | 20 | 7  | 11 | 2  | 36 | 20 | 16   |
| 4.º  | Boca Juniors            | 25   | 20 | 10 | 5  | 5  | 30 | 19 | 11   |
| 5.º  | Newell's Old Boys       | 25   | 20 | 8  | 9  | 3  | 28 | 26 | 2    |
| 6.º  | Platense                | 24   | 20 | 9  | 6  | 5  | 24 | 19 | 5    |
| 7.º  | Atlanta                 | 22   | 20 | 8  | 6  | 6  | 29 | 26 | 3    |
| 8.º  | Banfield                | 22   | 20 | 6  | 10 | 4  | 17 | 14 | 3    |
| 9.º  | Gimnasia y Esgrima (LP) | 21   | 20 | 8  | 5  | 7  | 28 | 26 | 2    |
| 10.º | Vélez Sarsfield         | 21   | 20 | 8  | 5  | 7  | 27 | 26 | 1    |
| 11.º | Racing Club             | 21   | 20 | 5  | 11 | 4  | 26 | 22 | 4    |
| 12.º | Rosario Central         | 21   | 20 | 7  | 7  | 6  | 26 | 23 | 3    |
| 13.º | Chacarita Juniors       | 20   | 20 | 8  | 4  | 8  | 22 | 23 | −1   |
| 14.º | Huracán                 | 19   | 20 | 6  | 7  | 7  | 33 | 32 | 1    |
| 15.º | Quilmes                 | 17   | 20 | 6  | 5  | 9  | 24 | 32 | −8   |
| 16.º | Estudiantes (LP)        | 17   | 20 | 4  | 9  | 7  | 22 | 26 | −4   |
| 17.º | Argentinos Juniors      | 17   | 20 | 5  | 7  | 8  | 21 | 33 | −12  |
| 18.º | Unión                   | 16   | 20 | 6  | 4  | 10 | 24 | 35 | −11  |
| 19.º | Lanús                   | 13   | 20 | 4  | 5  | 11 | 22 | 35 | −13  |
| 20.º | Colón                   | 11   | 20 | 3  | 5  | 12 | 21 | 40 | −19  |
| 21.º | Los Andes               | 9    | 20 | 2  | 5  | 13 | 22 | 41 | −19  |

|  | Campeón y clasificado al Nacional.               |
|  | Clasificado al Nacional.                         |
|  | Relegado a la disputa del Torneo clasificatorio. |
|  | Relegado al Torneo de Reclasificación.           |

## Torneo Reclasificatorio

### Torneo clasificatorio
Conocido como Petit torneo, fue un certamen reclasificatorio disputado entre los equipos ubicados del 13° al 16° puesto de la tabla final del campeonato. Los dos primeros clasificaron al Nacional, mientras que los otros dos debieron disputar el Torneo de Reclasificación.

#### Tabla de posiciones final
| Pos. | Equipo            | Pts. | PJ | PG | PE | PP | GF | GC | Dif. |
| ---- | ----------------- | ---- | -- | -- | -- | -- | -- | -- | ---- |
| 1.º  | Estudiantes (LP)  | 4    | 3  | 1  | 2  | 0  | 4  | 3  | 1    |
| 2.º  | Chacarita Juniors | 4    | 3  | 1  | 2  | 0  | 3  | 2  | 1    |
| 3.º  | Quilmes           | 4    | 3  | 1  | 2  | 0  | 2  | 1  | 1    |
| 4.º  | Huracán           | 0    | 3  | 0  | 0  | 3  | 2  | 5  | −3   |

|  | Clasificado al Nacional.               |
|  | Relegado al Torneo de Reclasificación. |

### Torneo Reclasificatorio
Lo jugaron siete equipos, los cinco de peor ubicación en la tabla de posiciones final del campeonato, más los dos últimos del Torneo cuadrangular. Los tres primeros mantuvieron la categoría y los dos últimos descendieron a la segunda división, mientras el cuarto y el quinto disputaron el Torneo de Reclasificación (Primera - Primera B).

#### Tabla de posiciones final
| Pos. | Equipo             | Pts. | PJ | PG | PE | PP | GF | GC | Dif. |
| ---- | ------------------ | ---- | -- | -- | -- | -- | -- | -- | ---- |
| 1.º  | Los Andes          | 17   | 12 | 8  | 1  | 3  | 23 | 14 | 9    |
| 2.º  | Huracán            | 16   | 12 | 6  | 4  | 2  | 33 | 11 | 22   |
| 3.º  | Argentinos Juniors | 13   | 12 | 5  | 3  | 4  | 17 | 14 | 3    |
| 4.º  | Colón              | 11   | 12 | 4  | 3  | 5  | 15 | 24 | −9   |
| 5.º  | Quilmes            | 11   | 12 | 5  | 1  | 6  | 14 | 18 | −4   |
| 6.º  | Unión              | 10   | 12 | 3  | 4  | 5  | 11 | 17 | −6   |
| 7.º  | Lanús              | 6    | 12 | 1  | 4  | 7  | 13 | 28 | −15  |

|  | Permaneció en Primera División.                       |
|  | Disputó el Torneo de Promoción (Primera - Primera B). |
|  | Descendió a Primera B.                                |

### Torneo de Promoción (Primera - Primera B)
Lo disputaron los dos últimos no descendidos del Torneo de Reclasificación, junto con dos equipos de la Primera B clasificados al efecto, en una rueda de partidos todos contra todos, en cancha neutral. Los dos primeros obtuvieron el derecho a participar en el siguiente Metropolitano, mientras que los otros dos disputaron el campeonato de segunda división.

#### Tabla de posiciones final
| Pos. | Equipo             | Pts. | PJ | PG | PE | PP | GF | GC | Dif. |
| ---- | ------------------ | ---- | -- | -- | -- | -- | -- | -- | ---- |
| 1.º  | Ferro Carril Oeste | 6    | 3  | 3  | 0  | 0  | 10 | 1  | 9    |
| 2.º  | Colón              | 3    | 3  | 1  | 1  | 1  | 6  | 6  | 0    |
| 3.º  | Quilmes            | 3    | 3  | 1  | 1  | 1  | 3  | 6  | −3   |
| 4.º  | Almirante Brown    | 0    | 3  | 0  | 0  | 3  | 4  | 10 | −6   |

|  | Ascendió a la Primera División.    |
|  | Permaneció en la Primera División. |
|  | Descendió a la Primera B.          |
|  | Permaneció en la Primera B.        |

## Descensos y ascensos
De acuerdo con los resultados de los torneos de reclasificación, Lanús, Unión y Quilmes descendieron a Primera B, y se produjo el ascenso de Ferro Carril Oeste, por lo cual el número de equipos participantes del Torneo Metropolitano 1971 se redujo a 19.

## Resultados
| Todos los partidos disputados |
| --- |
| Fecha 1 20 de marzo - Vélez Sársfield 1 - Racing Club 2 22 de marzo - Quilmes 3 - Atlanta 5 - Huracán 5 - Los Andes 2 - Colón 3 - River Plate 2 - Platense 2 - Unión 0 - Banfield 2 - Gimnasia (LP) 0 - Independiente 3 - Rosario Central 0 - Estudiantes (LP) 0 - San Lorenzo 0 - Lanús 1 - Newell's Old Boys 1 - Boca Juniors 2 - Chacarita Juniors 0 Fecha 2 25 de marzo - San Lorenzo 1 - Platense 1 26 de marzo - Gimnasia (LP) 4 - Colón 0 - Rosario Central 1 - Estudiantes (LP) 0 - Chacarita Juniors 1 - Vélez Sársfield 3 - Atlanta 1 - Racing Club 1 - River Plate 3 - Quilmes 3 - Unión 3 - Lanús 1 - Independiente 5 - Huracán 1 - Argentinos Juniors 0 - Banfield 0 - Los Andes 1 - Boca Juniors 2 Fecha 3 29 de marzo - Lanús 0 - Boca Juniors 2 - Newell's Old Boys 3 - Gimnasia (LP) 1 - Chacarita Juniors 1 - Argentinos Juniors 3 - Quilmes 3 - Platense 4 - Atlanta 1 - Los Andes 1 - River Plate 0 - Rosario Central 2 - Vélez Sársfield 2 - Colón 1 - Unión 1 - Independiente 3 - Racing Club 1 - San Lorenzo 1 30 de marzo - Estudiantes (LP) 1 - Huracán 0 Fecha 4 3 de abril - Gimnasia (LP) 3 - San Lorenzo 2 5 de abril - Estudiantes (LP) 0 - Chacarita Juniors 1 - Argentinos Juniors 1 - Vélez Sársfield 0 - Banfield 2 - Unión 1 - Colón 2 - Newell's Old Boys 2 - Rosario Central 2 - Quilmes 0 - Huracán 2 - River Plate 4 - Independiente 1 - Lanús 1 - Platense 0 - Racing Club 1 - Boca Juniors 4 - Atlanta 0 Fecha 5 12 de abril - Quilmes 2 - Huracán 0 - Vélez Sársfield 1 - Estudiantes (LP) 1 - Racing Club 2 - Unión 2 - Newell's Old Boys 1 - River Plate 1 - San Lorenzo 1 - Independiente 1 - Los Andes 2 - Argentinos Juniors 2 - Lanús 0 - Banfield 1 - Gimnasia (LP) 5 - Rosario Central 2 - Colón 3 - Platense 4 - Atlanta 1 - Chacarita Juniors 1 Fecha 6 19 de abril - Rosario Central 3 - Boca Juniors 0 - Huracán 6 - Newell's Old Boys 1 - Argentinos Juniors 0 - Platense 2 - Vélez Sársfield 1 - Quilmes 0 - River Plate 2 - San Lorenzo 2 - Estudiantes (LP) 1 - Atlanta 2 - Independiente 2 - Colón 1 - Chacarita Juniors 2 - Gimnasia (LP) 0 - Unión 5 - Los Andes 4 20 de abril - Banfield 0 - Racing Club 0 Fecha 7 24 de abril - Racing Club 3 - Rosario Central 0 26 de abril - Boca Juniors 0 - Huracán 2 - Platense 0 - Estudiantes (LP) 0 - Los Andes 2 - Lanús 3 - Newell's Old Boys 2 - Argentinos Juniors 2 - San Lorenzo 2 - Quilmes 0 - Gimnasia (LP) 2 - Vélez Sársfield 1 - Atlanta 1 - Independiente 3 - Unión 0 - Chacarita Juniors 1 - Colón 0 - Banfield 0 Fecha 8 3 de mayo - Quilmes 1 - Racing Club 1 - Colón 0 - Chacarita Juniors 2 - Rosario Central 3 - Argentinos Juniors 1 - Banfield 2 - Los Andes 1 - Lanús 0 - Atlanta 2 - Huracán 3 - San Lorenzo 2 - Vélez Sársfield 1 - Newell's Old Boys 3 - Estudiantes (LP) 1 - Gimnasia (LP) 1 - Platense 0 - River Plate 2 4 de mayo - Boca Juniors 2 - Unión 0 Fecha 9 8 de mayo - Racing Club 1 - Newell's Old Boys 2 10 de mayo - Gimnasia (LP) 0 - Boca Juniors 0 - Argentinos Juniors 0 - Huracán 0 - San Lorenzo 0 - Colón 0 - Los Andes 1 - Platense 0 - River Plate 1 - Vélez Sársfield 1 - Chacarita Juniors 2 - Lanús 0 - Rosario Central 0 - Banfield 0 - Independiente 3 - Estudiantes (LP) 1 - Unión 0 - Quilmes 1 Fecha 10 17 de mayo - Vélez Sársfield 3 - Boca Juniors 1 - Newell's Old Boys 0 - Los Andes 0 - Unión 1 - Rosario Central 0 - Lanús 0 - Platense 1 - Racing Club 2 - Gimnasia (LP) 2 - River Plate 1 - Argentinos Juniors 1 - Chacarita Juniors 2 - Independiente 0 - Atlanta 1 - San Lorenzo 1 - Quilmes 1 - Colón 1 18 de mayo - Huracán 0 - Banfield 0 Fecha 11 22 de mayo - San Lorenzo 5 - Los Andes 0 24 de mayo - Rosario Central 2 - Vélez Sársfield 2 - Colón 2 - Atlanta 1 - Huracán 1 - Chacarita Juniors 1 - Platense 1 - Newell's Old Boys 1 - Boca Juniors 0 - Racing Club 0 - Banfield 0 - River Plate 1 - Argentinos Juniors 1 - Lanús 3 - Independiente 4 - Quilmes 0 - Estudiantes (LP) 4 - Unión 1 Fecha 12 28 de mayo - Los Andes 0 - Independiente 3 - Lanús 2 - Huracán 2 - Atlanta 2 - Unión 0 - San Lorenzo 3 - Rosario Central 2 - Newell's Old Boys 1 - Chacarita Juniors 0 - Racing Club 1 - River Plate 2 - Vélez Sársfield 1 - Banfield 1 - Gimnasia (LP) 3 - Argentinos Juniors 0 - Quilmes 0 - Estudiantes (LP) 0 - Platense 0 - Boca Juniors 0 Fecha 13 31 de mayo - Independiente 3 - Boca Juniors 2 - Argentinos Juniors 3 - Colón 1 - Rosario Central 0 - Platense 0 - Unión 0 - San Lorenzo 0 - Chacarita Juniors 2 - Los Andes 0 - Estudiantes (LP) 1 - Racing Club 1 - Banfield 1 - Newell's Old Boys 1 - River Plate 4 - Gimnasia (LP) 1 - Huracán 2 - Atlanta 4 1 de junio - Quilmes 3 - Lanús 2 Fecha 14 5 de junio - Chacarita Juniors 1 - River Plate 1 7 de junio - Newell's Old Boys 2 - Independiente 0 - Platense 2 - Banfield 1 - Atlanta 2 - Rosario Central 0 - Racing Club 0 - Argentinos Juniors 0 - Gimnasia (LP) 2 - Lanús 1 - Los Andes 2 - Quilmes 3 - Boca Juniors 3 - Estudiantes (LP) 1 - Colón 0 - Huracán 2 - San Lorenzo 2 - Vélez Sársfield 1 Fecha 15 14 de junio - Quilmes 0 - Newell's Old Boys 2 - Estudiantes (LP) 2 - Los Andes 1 - Platense 1 - Chacarita Juniors 0 - Huracán 0 - Gimnasia (LP) 1 - Colón 1 - Unión 3 - Banfield 1 - San Lorenzo 1 - Vélez Sársfield 0 - Atlanta 2 - Lanús 4 - Racing Club 1 - Boca Juniors 1 - River Plate 0 15 de junio - Argentinos Juniors 1 - Independiente 3 Fecha 16 19 de junio - River Plate 3 - Lanús 1 21 de junio - Los Andes 1 - Colón 0 - Newell's Old Boys 2 - Atlanta 0 - Argentinos Juniors 3 - Estudiantes (LP) 3 - Gimnasia (LP) 0 - Platense 1 - Unión 1 - Vélez Sársfield 1 - San Lorenzo 2 - Boca Juniors 2 - Rosario Central 2 - Huracán 1 - Independiente 2 - Banfield 1 - Chacarita Juniors 1 - Quilmes 0 Fecha 17 26 de junio - Banfield 1 - Estudiantes (LP) 1 28 de junio - River Plate 3 - Independiente 1 - Vélez Sársfield 2 - Platense 1 - Newell's Old Boys 1 - San Lorenzo 1 - Racing Club 1 - Los Andes 0 - Atlanta 1 - Gimnasia (LP) 2 - Unión 3 - Argentinos Juniors 0 - Chacarita Juniors 0 - Rosario Central 0 - Quilmes 1 - Boca Juniors 1 - Lanús 1 - Colón 0 Fecha 18 5 de julio - Independiente 0 - Vélez Sársfield 1 - Huracán 2 - Unión 2 - Rosario Central 1 - Lanús 1 - Colón 1 - Racing Club 1 - Banfield 3 - Chacarita Juniors 2 - Estudiantes (LP) 0 - River Plate 2 - Platense 0 - Atlanta 1 - Boca Juniors 4 - Newell's Old Boys 0 - Argentinos Juniors 0 - Quilmes 1 - Los Andes 0 - Gimnasia (LP) 0 Fecha 19 10 de julio - Boca Juniors 3 - Colón 2 12 de julio - Gimnasia (LP) 1 - Independiente 1 - Lanús 1 - Estudiantes (LP) 1 - Quilmes 0 - Banfield 1 - Los Andes 0 - Rosario Central 0 - Racing Club 5 - Chacarita Juniors 1 - Atlanta 1 - River Plate 1 - Newell's Old Boys 1 - Unión 0 - San Lorenzo 4 - Argentinos Juniors 0 - Vélez Sársfield 1 - Huracán 3 Fecha 20 19 de julio - Independiente 2 - Platense 3 - River Plate 3 - Los Andes 2 - Estudiantes (LP) 3 - Newell's Old Boys 1 - Rosario Central 5 - Colón 0 - Unión 1 - Gimnasia (LP) 0 - Banfield 0 - Atlanta 0 - Chacarita Juniora 1 - San Lorenzo 2 - Huracán 0 - Racing Club 0 21 de julio - Argentinos Juniors 1 - Boca Juniors 0 22 de julio - Lanús 0 - Vélez Sársfield 2 Fecha 21 24 de julio - River Plate 6 - Unión 0 27 de julio - Racing Club 2 - Independiente 3 - Gimnasia (LP) 0 - Quilmes 2 - Atlanta 1 - Argentinos Juniors 2 - San Lorenzo 4 - Lanús 0 - Platense 1 - Huracán 1 - Los Andes 1 - Vélez Sársfield 2 - Boca Juniors 1 - Banfield 0 - Colón 3 - Estudiantes (LP) 1 - Newell's Old Boys 1 - Rosario Central 1 |

## Goleadores
| Jugador              | Jugador         | Goles | Equipo                  |
| -------------------- | --------------- | ----- | ----------------------- |
| Bandera de Argentina | Oscar Más       | 16    | River Plate             |
| Bandera de Argentina | Alfredo Obberti | 15    | Newell's Old Boys       |
| Bandera de Argentina | Aníbal Tarabini | 14    | Independiente           |
| Bandera de Argentina | Rodolfo Fischer | 13    | San Lorenzo             |
| Bandera de Argentina | Delio Onnis     | 12    | Gimnasia y Esgrima (LP) |
| Bandera de Argentina | Héctor Yazalde  | 12    | Independiente           |